# Ralf Brachmann
Pour les articles homonymes, voir Brachmann.
Ralf Brachmann, né le 27 juin 1962 à Ludwigshafen, est un karatéka allemand notamment connu pour avoir remporté une médaille de bronze en kumite individuel masculin plus de 80 kilos aux championnats du monde de karaté 1990 organisés à Mexico, au Mexique.

## Résultats
| Résultat           | Date          | Épreuve                   | Catégorie | Compétition                | Ville hôte              |
| ------------------ | ------------- | ------------------------- | --------- | -------------------------- | ----------------------- |
| Médaille d'argent  | Juillet 1989  | Kumite individuel + 80 kg | Seniors   | Jeux mondiaux 1989         | Karlsruhe, en Allemagne |
| Médaille de bronze | Novembre 1990 | Kumite individuel + 80 kg | Seniors   | Championnats du monde 1990 | Mexico, au Mexique      |
| Médaille de bronze | 1991          | Kumite individuel + 80 kg | Seniors   | Championnats d'Europe 1991 | Hanovre, en Allemagne   |